# DeviantArt
DeviantArt — соціальна мережа для митців і комерційна онлайн-галерея. Надає можливість демонструвати свої твори, продавати їх, обговорювати чужі. DeviantArt було запущено 7 серпня 2000 року і відтоді він періодично оновлюється, додаючи нові функції. Українською сайт не перекладений, проте має україномовні спільноти. Офіційний маскот сайту — робот-кішка Фелла (Fella). DeviantArt іноді скорочують до абревіатури «dA»
Станом на 2021 рік, сайт налічував понад 61 млн зареєстрованих користувачів і понад 370 млн завантажених робіт.

## Можливості

### Сторінка користувача
Реєструючись, користувач повинен придумати собі псевдонім, який вставляється в адресу його сторінки за зразком http://[псевдонім].deviantart.com, і обрати зображення-аватар. Додані роботи, супроводжувані описом, поміщаються до галереї, в якій можна створювати папки. Одну й ту ж роботу можна помістити одночасно в кілька папок. Ліміту на додавання робіт немає. Туди завантажуються фотографії творів, цифрова графіка, тексти. Інші користувачі можуть коментувати роботи та додавати їх у вподобані. На головній сторінці можна розмістити віджети, такі як: своя обрана робота, останні додані роботи, вподобані роботи інших авторів, список друзів, список відвідувачів сторінки. Підрахунок відвідувань сторінки ведеться автоматично і показується в профілі. Користувачі можуть обмінюватися повідомленнями і отримувати новини про тих користувачів, яких додали у свій список спостереження.
Реєстрація і користування мережею безкоштовні, проте вносячи певну плату, користувач отримує додаткові можливості. Такі користувачі отримують назву CORE-користувач (раніше Premium). Їм стають доступні знижки на покупку робіт, гнучкіші налаштування продажу своїх творів, доступ до бета-функцій, просування своїх робіт, критика, нові віджети та повні функції для стандартних, функція зміни псевдоніма, сповіщення реального часу.
Користувачі мають можливість продавати свої роботи. На сайті існує власна віртуальна валюта Points, яка витрачається на додавання різноманітних функцій. Також Points доступні для пожертвування групам або друзям. Вони отримуються за реальні гроші (українська гривня не підтримується) чи через пожертви.
Зареєструвавшись, користувач не може видалити свій профіль, але може деактивувати його. Протягом певного часу інформація, коментарі та роботи будуть видалені. Реактивувати профіль можливо впродовж встановленого терміну.
Для позначення статусу (посади) користувача слугують значки (Badges), які додаються біля псевдоніма і видимі всім. Так, CORE-користувачі отримують зірку, заслужені волонтери — значок серця тощо. Частина значків відображаються тільки в профілі та не несуть жодної функції, окрім колекціонування.

### Журнал
На сайті є можливість вести блоґ (журнал, Journal) із вбудованим текстовим редактором і додатком для малювання. При цьому вставляти картинки та використовувати стилі оформлення записів блоґу можна тільки за наявності CORE-статусу. Додаток DeviantArt Muro дає змогу малювати просто в браузері з використанням різноманітних інструментів, пензлів. Намальоване в ньому автоматично зберігається та може бути опубліковане згодом. Емотикони для блоґу, в тому числі анімовані, користувачі можуть обрати з-поміж наявних або ж створити власні.

### Публікація робіт
Різноманітні роботи, які завантажуються на сайт, називаються «девіаціями». Дозволяється будь-який рівень їх виконання, від початкового до професійного. Користувачі завантажують роботи до галереї, зазначаючи їх вид, віковий рейтинг та, опціонально, виставляти їх на продаж чи дозволяти завантаження оригіналу. Публікації підтримують теґи та оновлення. Так, користувач сайту може завантажувати різні версії своєї картини в міру її виконання, або перемальовану. Деякі роботи позначаються як «Контент для дорослих» і приховуються від незареєстрованих користувачів, а для зареєстрованих відкриваються за їх згодою. Вони включають зображення оголеного тіла, сексуальну тематику, зображення насильства та жорстокості, лайки і роботи ідеологічного спрямування.
Автори мають можливість ставити на свої роботи водяні знаки. DeviantArt запам'ятовує налаштування попередніх завантажень задля спрощення наступних публікацій.

### Групи
Сайт підтримує створення груп користувачів за інтересами, країнами і т. д. Вступивши до групи, користувач отримує можливість виставляти в ній свої роботи. Доступ за бажанням адміністраторів обмежується. Засновник групи в праві закрити її. Існує обмеження на адміністрування груп: прості користувачі можуть бути адміністраторами не більше 3-х, CORE-користувачі — до 10-и.

### Спілкування
Користувачі мають змогу коментувати свої і чужі роботи (редагування коментарів не підтримується) та обмінюватися особистими повідомленнями. На сайті існує форум, де можна спілкуватися на різні теми, і чат dAmn (DeviantART Messaging Network), в якому користувачі можуть створювати чат-кімнати з метою миттєвого обміну повідомленнями для певного кола осіб.
Одним зі способів виразити свою вдячність або симпатію є дарування безкоштовних значків лам (llama badges), які видимі на сторінці. Вони також служать свого роду ознакою статусу, до них можна докупити аксесуари на кшталт окулярів чи шарфа.

## Історія

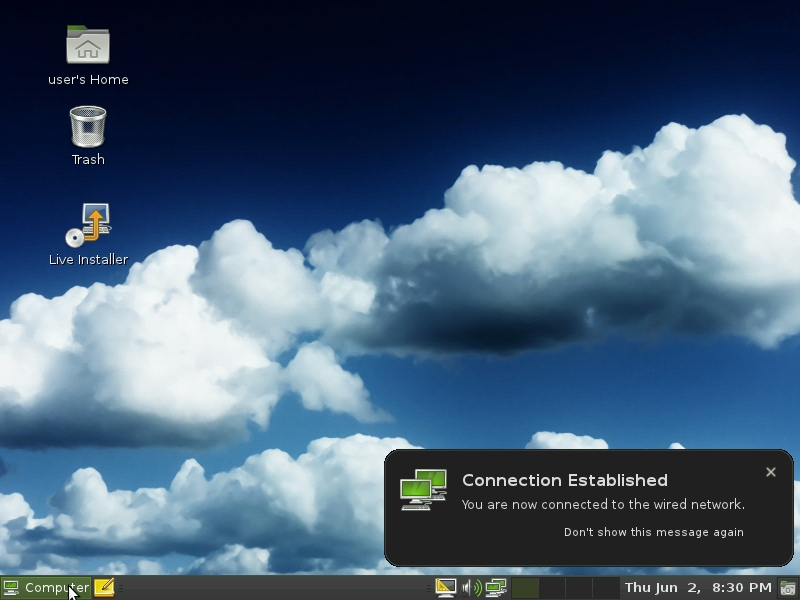
З подібних «девіацій» почалося наповнення сайту

Сайт був запущений 7 серпня 2000 Скоттом Яркоффом, Меттом Стівенсом, Анджело Сотіра та іншими, в рамках більшої мережі сайтів, пов'язаних з музикою, під назвою Dmusic Network. Творці DeviantArt надихалися сайтами, що розробляли теми і скіни для комп'ютерних програм. DeviantArt почав свою історію саме як сайт, котрий об'єднував людей, які модифікували вигляд програм за власними смаками, робили їх «відхилення» (deviation)  від початкового вигляду. У міру зростання сайту, його члени стали називати себе «девіантами», а свої роботи «девіаціями» або ж «відхиленнями». Вже з 15 серпня почали обиратися щоденні найкращі «девіації», що надалі стало традицією. DeviantArt було офіційно зареєстровано як онлайн галерею в 2001 році, за 8 місяців після запуску. Затвердження маскота сайту відбулося 3 травня 2001 року.
Перша ревізія сайту відбулася 4 лютого 2002 року, коли впровадився новий дизайн зі зручнішою навігацією. З 25 червня DeviantArt почав продавати принти опублікованих там творів. Невдовзі, 12 лютого, на сайт було завантажено мільйонний твір. Наступна версія сайту, запущена 31 серпня 2003 року, впровадила підписи творів, змогу публікувати не тільки зображення, а й тексти, повідомлення між зареєстрованими користувачами, було спрощено оформлення та обмежено використання анімації формату .gif.

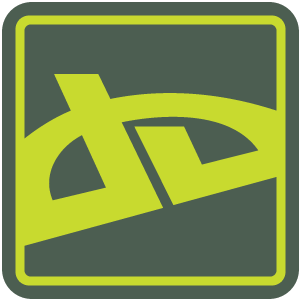
Ранній логотип DeviantArt

DeviantArt існував 7 років без будь-яких додаткових інвестицій, крім початкової у $ 15 тис. від Сотіра. Він використовував кілька різних стратегій монетизації до того, як створив власну.
З 28 квітня на сайті з'явилася сторінка «сьогодні», що відображає настрій спільноти або найкращі твори. 7 серпня 2004 року додалася функція чату під назвою dAmn. Через два роки, в серпні 2006, з'явилася можливість продавати принти своїх робіт у окремих магазинах DeviantWEAR та DeviantArtGear. 14 листопада 2006 року DeviantArt дав своїм користувачам можливість публікувати свої роботи за ліцензією Creative Commons. 30 вересня 2007 року, була додана категорія «Фільми» що дозволило завантажувати відео.
Функція критики впровадилася 17 квітня 2009 року, а у вересні змінився логотип сайту. 29 грудня кількість завантажених творів сягнула 100 млн. Тому для зручнішої роботи спільноти 11 лютого на DeviantArt з'явилися групи за інтересами. З 9 травня 2010 сайт почав користуватися власною валютою Points. Того ж року 1 квітня було запроваджено значки лам як своєрідний вираз прихильності, що стало невід'ємною частиною спілкування в спільноті. Задля полегшення малювання 7 серпня розпочав роботу веб додаток DeviantArt Muro.

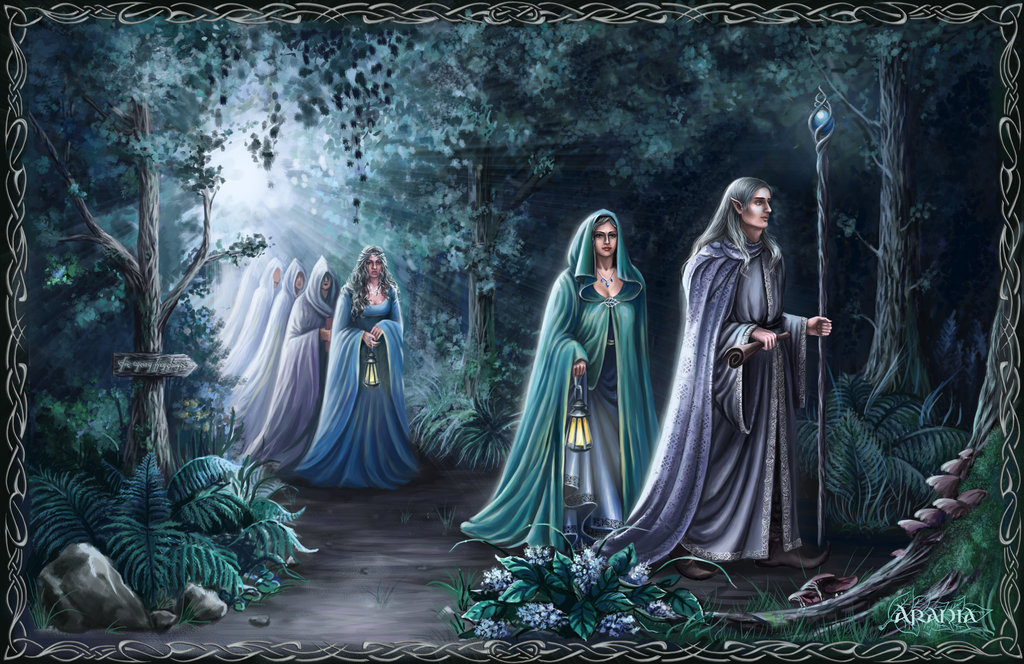
Приклад професійної роботи з DeviantArt (автор Araniart, 2011 р.)

Станом на 2011 рік DeviantArt став найбільшою мистецькою спільнотою в Інтернеті та 13-ю за кількістю користувачів соціальною мережею. 3 грудня 2012 додалася функція «more like this», що дозволяє шукати зображення, подібні на вказане. В 11 грудня 2013 було представлено інтеграцію з програмою ScetchBook для мобільних пристроїв, що дозволяє публікувати твори на DeviantArt прямо з програми.
У грудні 2014 року сайт змінив логотип і гасло. З 18 березня він використовує аналітику для підрахунку відвідувачів сторінки кожного користувача. В липні було запущено інструмент для створення інтерактивних електронних книжок. 10 грудня 2014 почав роботу мобільний додаток DeviantArt. Також, 26 серпня 2015 року платні Premium-послуги замінилися на CORE, що дозволяють не лише користуватися додатковими функціями, а й залучають користувачів до процесу вдосконалення сайту.
У серпні 2017 DeviantArt перейшов на використання схеми https задля підвищення безпеки. З 6 березня 2019 року на сайті було впроваджено новий, більш мінімалістичний та легше налаштовуваний дизайн «Eclipse». Старий дизайн в той же час також лишився доступним. До темної та світлої тем «Eclipse» 25 вересня 2019 року було додано зелену в стилі старого оформлення сайту. 20 травня 2020 року сайт цілком змінив оформлення на нове. 8 жовтня 2020 на сайті з'явилася бічна панель, куди в зареєстрованих користувачів згруповано посилання на новини.
З листопада 2021 на DeviantArt почав діяти захист зображень від присвоєння іншими користувачами. Вони перебувають під захистом перші 3 місяці для звичайних користувачів і назавжди для CORE. Якщо виявлено однакові чи дуже подібні роботи в кількох користувачів, то власника найранішої буде про це проінформовано. Згодом цю функцію було розширено захистом зображень від їх використання шахраями як NFT.
На початку 2022 року додалася можливість для CORE-користувачів створювати платні підписки на свою творчість. Ця функція діє подібно до спільнокоштових сервісів на кшталт Patreon. 11 листопада того ж року DeviantArt  отримав вбудований сервіс для генерації зображень за текстовим описом «DreamUp». Він пропонує 5 генерацій звичайним користувачам і від 50 для CORE-користувачів з можливістю придбати додаткові.